# Tamara Crow
Tamara "Tammy" Crow DeClercq (St. Louis (Missouri), 3 de fevereiro de 1977) é uma ex-nadadora sincronizada estadunidense, medalhista olímpica.

## Carreira
Tamara Crow representou seu país nos Jogos Olímpicos de 2004, ganhando a medalha de bronze por equipes. 